# 愛のイエントル
『愛のイエントル』（あいのイエントル、原題: Yentl）は、アイザック・バシェヴィス・シンガーの短編小説（英題: "Yentl the Yeshiva Boy"）、およびそれを原作とした1983年のミュージカル映画（原題: "Yentl"）である。本項では映画について記述する。
監督・製作・脚本・主演はバーブラ・ストライサンド、ミュージカルスコアはミシェル・ルグランが作曲した。

## 概要
ときは、女性がユダヤのタルムードを学ぶことが許されていない時代。ポーランドに暮らすユダヤ人女性イエントルは、タルムードを学びたいがために男装をする、その物語を喜劇的かつフェミニストミュージカルで描いた作品である。公開当初はニューヨークやロサンゼルスなど13館のみの限定公開だったが、その後徐々に拡大公開されていった経緯がある。
本作以前には、同じくアイザック・バシェヴィス・シンガーの『愛のイエントル』をもとにした戯曲『Yentl』が上演されている。1975年10月23日、ブロードウェイのユージン・オニール劇場で初演されて以降合計223回の公演を行い、トニー賞主演女優賞の候補となった。

## あらすじ
イエントル・メンデル（バーブラ・ストライサンド）は、ポーランドのアシュケナジーユダヤ人コミュニティーに暮らしていた。ラビの父レブ（ネヘミア・ペルソフ）から密かにタルムードを教わり、親娘はともにトーラーを学んでいた。その父が亡くなってしまい、イエントルはタルムードを学び続けるため、男装してアンシェルと名乗ってイェシーバーに入ることを決意する。イェシーバーに入ったイエントルは学友アヴィグドル（マンディ・パティンキン）と、その婚約者ハダス（エイミー・アーヴィング）と近しくなる。のちにハダスの家族がアヴィグドルとの婚約を破棄し、さらに男の振りをしているイエントルに対してハダスが恋心を抱くことで話が複雑になってゆく。

## キャスト
- イエントル-バーブラ・ストライサンド：吉田理保子
- アヴィドール-マンディ・パティンキン：玄田哲章
- ハダス-エイミー・アーヴィング：高島雅羅

- テレビ初回放送日：1989/04/19(水)　TBS　水曜シネマパラダイス

## 受賞とノミネート
太字が受賞、それ以外はノミネートのみ。
- 第56回アカデミー賞
  - 助演女優賞 - エイミー・アーヴィング
  - 美術賞 - ロイ・ウォーカー、レスリー・トムキンス、テサ・デイヴィス
  - 音楽賞 - ミシェル・ルグラン、アラン・バーグマン、マリリン・バーグマン
  - 歌曲賞 - "Papa, Can You Hear Me?", "The Way He Makes Me Feel"
- 第41回ゴールデングローブ賞
  - 作品賞（ミュージカル・コメディ部門）
  - 監督賞 - バーブラ・ストライサンド
  - 主演男優賞（ミュージカル・コメディ部門） - マンディ・パティンキン
  - 主演女優賞（ミュージカル・コメディ部門） - バーブラ・ストライサンド
  - 作曲賞 - ミシェル・ルグラン、アラン・バーグマン、マリリン・バーグマン
  - 主題歌賞 - "The Way He Makes Me Feel"
- 第27回グラミー賞
  - オリジナル作曲アルバム賞（映画・テレビ部門）
- 第4回ゴールデンラズベリー賞
  - 主演女優賞 - バーブラ・ストライサンド
  - 助演女優賞 - エイミー・アーヴィング
  - 作曲賞 - ミシェル・ルグラン、マリリン・バーグマン、アラン・バーグマン

## 日本語字幕
戸田奈津子